# Natureza jurídica
Natureza jurídica é o regime jurídico que têm por objetivo a identificação da constituição jurídico-institucional das entidades públicas e privadas, bem como a responsabilidade legal, carga tributária e funcionamento operacional.
O Direito Brasileiro expõe a necessidade de reconhecer a natureza jurídica de uma empresa, justamente porque a legislação faz distinções entre tipos de empreendimentos de pessoas jurídicas. No mesmo pórtico situa-se o entendimento da jurista Maria Helena Diniz, em que natureza jurídica consiste na "afinidade que um instituto tem em diversos pontos, com uma grande categoria jurídica, podendo nela ser incluído o título de classificação".
É pela natureza jurídica de um negócio que se determina qual será o direito aplicável à espécie, identificando-se junto com ela quais serão as obrigações, a forma de responsabilização e todos os efeitos relacionados ao instituto jurídico identificado. O intuito é proteger os direitos e fazer com que se cumpram os deveres de uma empresa, de forma que seja justa ao seu tamanho e tipo.
No Brasil, a Comissão Nacional de Classificação, sob gestão do Instituto Brasileiro de Geografia e Estatística (IBGE), é o órgão responsável pelas classificações estatísticas usadas nos cadastros da administração pública.

## Brasil
No Brasil, a Comissão Nacional de Classificação é órgão responsável pelas classificações estatísticas.
A Tabela de Natureza Jurídica contém 92 denominações, organizadas em cinco grandes categorias:
- Administração Pública;
- Entidades Empresariais;
- Entidades sem Fins Lucrativos;
- Pessoas Físicas e;
- Organizações Internacionais e Outras Instituições Extraterritoriais.[2]

## Portugal
- Sociedade unipessoal por quotas - ("Sociedade Unipessoal", "Unipessoal")
- Sociedade anónima ("SA", "S.A.")
- Sociedade por quotas de responsabilidade limitada ("Lda.", "Ltda.", "Limitada")
- Sociedade em comandita simples ("em comandita")
- Sociedade em comandita por acções ("e comandita por acções" ou "em comandita por ações")
- Sociedade em nome colectivo ("e companhia")
- Sociedade de capital e indústria
- Sociedade por cota de participação
- Sociedade cooperativa
- Associação
- Fundação

## Estados Unidos
- Company (Co.)
- Corporation (Corp.)
- Incorporated (Inc.)
- Limited (Ltd.)
- Limited Liability Company/Limited Liability Company Corporation (LLC) (distinta legalmente de Corp., Inc. ou Ltd.)
- Limited Company (LC ou Ltd. Co.) (o mesmo que LLC)
- No Liability (NL)
- Unlimited